# Republicano liberal
Republicano liberal, republicanismo liberal, liberalismo republicano y expresiones semejantes, hacen referencia a una ideología y posición en el espectro político que aúna dos componentes: el republicanismo y el liberalismo.
Como etiqueta identificativa, se aplica a distintos partidos políticos con las denominaciones Partido Republicano o Partido Liberal, muy extendidas, y que, aunque en sus orígenes históricos pudieron recibir el nombre por alguna identifición más o menos adecuada al sentido político inicial de esos términos, con el paso del tiempo, los cambios socioeconómicos y la evolución ideológica e institucional han alterado tales identificaciones hasta hacerlas difícilmente reconocibles.

## Estados Unidos
En la política estadounidense, los republicanos liberales, también conocidos como Rockefeller Republican (en referencia al político Nelson Rockefeller) son el ala izquierda del Partido Republicano. Históricamente tuvieron un gran peso, pero desde finales del siglo XX han quedado reducidos a una posición minoritaria, de un modo similar a lo que ha ocurrido con los denominados demócratas conservadores en el partido opuesto. Tal situación dentro del sistema político estadounidense es consecuencia de una gran reestructuración que comenzó a definirse a partir de la elección presidencial de 1964.
También existió un Partido Liberal Republicano.

## Ecuador
El presidente Guillermo Lasso en su primer discurso como presidente de la república de Ecuador hizo referencia a que aspira a un gobierno republicano liberal.